# لوئیس کارنیگلیا
لوئیس کارنیگلیا (اسپانیایی: Luis Carniglia‎؛ ۴ اکتبر ۱۹۱۷ – ۲۲ ژوئن ۲۰۰۱) یک بازیکن فوتبال در پست مهاجم اهل آرژانتین بود.

## باشگاهی
از باشگاه‌هایی که در آن بازی کرده‌است می‌توان به اتلتیکو تیگره، بوکا جونیورز و نیس اشاره کرد.